# Internazionali d'Italia 1990
Italian Open 1990 (відомий як Peugeot Italian Open за назвою спонсора) — тенісний турнір, що проходив на кортах з ґрунтовим покриттям. Це був 47-й турнір Відкритий чемпіонат Італії. Належав до ATP Super 9 в рамках Туру ATP 1990 і турнірів 1-ї категорії в рамках Туру WTA 1990. І чоловічий, і жіночий турніри відбулись у Foro Italico в Римі (Італія). Жіночий турнір тривав з 7 до 13 травня 1990 року, чоловічий - з 13 до 21 травня 1990 року.

## Переможниці та фіналістки

### Одиночний розряд, чоловіки
Томас Мустер —  Андрій Чесноков 6–1, 6–3, 6–1
- Для Мустера це був 3-й титул за сезон і 8-й - за кар'єру.

### Одиночний розряд, жінки
Моніка Селеш —  Мартіна Навратілова 6–1, 6–1
- Для Селеш це був 4-й титул за сезон і 5-й — за кар'єру.

### Парний розряд, чоловіки
Серхіо Касаль /  Еміліо Санчес —  Джим Кур'є /  Мартін Девіс 7–6, 7–5

### Парний розряд, жінки
Гелен Келесі /  Моніка Селеш —  Лаура Гарроне /  Лаура Голарса 6–3, 6–4